# Libon d'Élis
Libon d'Élis (en grec ancien : Λίβων) est un architecte grec du Ve siècle av. J.-C. On lui attribue la conception du temple de Zeus à Olympie (470 - 456/7 av. J.-C.),,. Libon était citoyen d'Élis, cité du Nord-Ouest du Péloponnèse.

## Biographie
Libon d'Élis est un architecte venu de la région d'Olympie vers la cité d'Élis, où il a vécu dans la première moitié du Ve siècle av. J.-C. Il est considéré comme le concepteur du temple de Zeus à Olympie, bâti entre 480/470 et environ 456 av. JC.
Le nom de Libon n'est connu que par un passage de Pausanias : τέκτων δὲ ἐγένετο αὐτοῦ Λίβων ἐπιχώριος, « l'architecte (du temple de Zeus) est un homme de la région, nommé Libon » (Pausanias 5, 10, 3).
Une chronologie exacte de la vie et de l'œuvre de Libon est impossible. Au vu des études récentes, il est assez peu probable qu'il ait été l'architecte du célèbre temple de Zeus. Qu'il soit né à Élis ou qu'il ait acquis la citoyenneté éléenne est tout aussi difficile à trancher que la question d'une autre origine.